# Namibische Triathlonmeisterschaften
Die namibischen Triathlonmeisterschaften (englisch Triathlon National Championships) sind alljährlich von der Namibia Triathlon Federation (NTF) ausgetragene Triathlonmeisterschaften in Namibia.

## Meister
| Jahr | Austragungsort | Frauen            | Männer             | Mixed                                             |
| ---- | -------------- | ----------------- | ------------------ | ------------------------------------------------- |
| 2022 | Mariental      |                   |                    |                                                   |
| 2021 |                |                   |                    |                                                   |
| 2020 |                | Benita Kasch (2)  | Divan du Plooy (2) |                                                   |
| 2019 | Windhoek       | Benita Kasch      | Divan du Plooy     | Monique du Plessis Nick du Plessis Divan du Plooy |
| 2018 |                |                   |                    |                                                   |
| 2017 |                |                   |                    |                                                   |
| 2016 |                |                   |                    |                                                   |
| 2015 | Mariental      | Adele de la Rey   | Drikus Coetzee (3) |                                                   |
| 2014 |                | Charmaine Shannon | Drikus Coetzee (2) |                                                   |
| 2013 |                | Bertha Theron     | Drikus Coetzee (1) |                                                   |